# 湊慶譲
湊 慶譲（みなと けいじょう、1896年（明治29年）8月30日 - 1982年（昭和57年）10月19日）は、大日本帝国海軍の軍人。最終階級は海軍少将。

## 略歴
鹿児島県立加治木中学校を卒業 し、海軍兵学校第44期へ入校した。席次は入校時100名中8番、卒業時95名中4番。新設された海軍省兵備局の第二課長として出師準備にあたり、軍需工業動員および生産力拡充の統制、物資の需給調整などを担った。

## 年譜
- 1896年（明治29年）8月30日- 鹿児島県姶良郡福山村生
- 1908年（明治41年）4月1日- 鹿児島県立加治木中学校入学
- 1913年（大正2年）3月31日- 鹿児島県立加治木中学校卒業
  - 9月3日- 海軍兵学校入校
- 1914年（大正3年）12月18日- 学術優等章受章
- 1915年（大正4年）12月15日- 学術優等章受章
- 1916年（大正5年）11月22日- 海軍兵学校卒業 海軍少尉候補生・装甲巡洋艦「八雲」乗組・練習艦隊近海航海出発 有明湾~鹿児島~佐世保~青島~威海衛~大連~鎮海~舞鶴~安下庄~大阪~鳥羽~清水方面巡航
- 1917年（大正6年）3月3日- 帰着
  - 4月5日- 練習艦隊遠洋航海出発 エスキモルト（Esquimalt）~バンクーバー~エスキモルト~サンフランシスコ~サンペドロ~ホノルル~ヤルート~トラック~ヤップ~アンガウル~パラオ~香港~馬公~基隆~那覇方面巡航 
  - 8月17日 - 帰着
  - 8月20日 - 戦艦「鹿島」乗組
  - 12月1日 - 任 海軍少尉・戦艦「日向」乗組
- 1918年（大正7年）9月10日 - 第2特務艦隊司令部附
  - 11月1日- 装甲巡洋艦「出雲」乗組
- 1919年（大正8年）12月1日 - 任 海軍中尉・海軍砲術学校普通科学生
- 1920年（大正9年）5月31日 - 海軍水雷学校普通科学生
  - 12月1日- 3等駆逐艦「白露」乗組
- 1921年（大正10年）3月19日 - 海軍大学校選科学生 東京外国語専門学校英語科派遣 
  - 11月17日- 病気に依り待命
- 1922年（大正11年）11月 – 休職
- 1923年（大正12年）3月20日 - 海軍大学校選科学生 復学 
  - 12月1日- 任 海軍大尉
- 1925年（大正14年）3月 - 巡洋戦艦「金剛」分隊長
- 1926年（大正15年）12月1日 - 軍令部出仕（第3班第5課）
- 1927年（昭和2年）12月1日 - 兼 元帥東郷平八郎海軍大将副官
- 1929年（昭和4年）11月1日 - 軍事参議官安保清種海軍大将副官
  - 11月12日 - ロンドン軍縮会議全権随員
  - 11月30日 - 任 海軍少佐
- 1930年（昭和5年）4月15日- 軍令部出仕 兼海軍大臣副官兼秘書官（全権財部彪の帰国に随行）
  - 5月19日 - 免 海軍大臣副官兼秘書官
  - 6月20日 - 重巡洋艦「那智」運用長兼分隊長
- 1931年（昭和6年）5月1日 - 軍令部出仕
  - 6月20日 - 軍令部副官
- 1932年（昭和7年）5月27日 - 兼 元帥伏見宮博恭王海軍大将軍令部長副官
- 1933年（昭和8年）10月1日 - 元帥伏見宮博恭王海軍大将軍令部総長副官
  - 10月20日 - 第3艦隊参謀
- 1934年（昭和9年）11月15日 - 任 海軍中佐・海軍軍令部出仕 兼第3艦隊司令部附 上海在勤
- 1936年（昭和11年）12月1日 - 海軍軍令部出仕
- 1937年（昭和12年）10月7日 - 第12航空隊副長 兼第3艦隊司令部附
- 1938年（昭和13年）2月10日 - 航空母艦「赤城」副長
  - 5月17日 - 第5艦隊司令部附
  - 9月15日 - 海軍軍令部附 兼支那方面艦隊司令部附 廈門駐在  兼南支特務部員
  - 11月15日 - 任 海軍大佐
- 1939年（昭和14年）3月10日 - 海軍軍令部兼海軍省出仕
  - 4月1日 - 海軍省軍務局第4課長
- 1940年（昭和15年）11月15日 - 海軍省兵備局第2課長
- 1941年（昭和16年）11月15日 - 横須賀鎮守府附
  - 12月10日 - 特設航空母艦「八幡丸」艦長
- 1942年（昭和17年）8月31日 - 航空母艦「雲鷹」艦長
- 1943年（昭和18年）1月28日 - 横須賀鎮守府附
  - 2月1日 - 呉鎮守府附
  - 3月1日 - 岩国海軍航空隊司令
  - 6月25日 - 兼海軍兵学校附
  - 11月1日 - 兼海軍兵学校教頭兼監事長
- 1944年（昭和19年）5月1日 - 任 海軍少将
  - 10月23日 - 支那方面艦隊司令部附
  - 11月7日 - 支那方面艦隊参謀副長 兼上海在勤海軍武官
- 1946年（昭和21年）7月15日 - 予備役編入
- 1947年（昭和22年）11月28日 - 公職追放仮指定[3]
- 1982年（昭和57年）10月19日 - 死去 享年86